# Lvovsko-sandoměřská operace
Lvovsko-sandoměřská operace byla ofenzíva sovětských vojsk na Ukrajině a v Polsku, jejímž cílem bylo vytlačení německých vojsk z Ukrajiny a postup do Polska k řece Visle. Jednalo se prakticky o následnou operaci, která navazovala na Operaci Bagration a někdy bývá uváděno, že byla její součástí.

## Plány sovětského velení
V roce 1944 plánovalo sovětské vrchní velení rozhodující ofenzívu, která měla vytlačit německá vojska z území SSSR. Stavka naplánovala hlavní útok přes bažinatá území v Bělorusku, tedy tam, kde to bylo nejméně očekáváno. V těchto místech měli Němci jen slabé vojenské jednotky, přičemž očekávali útok právě na Ukrajině. Sovětští generálové počítali s tím, že po útoku přes Pripjaťské bažiny přesune německé velení část svých vojsk z Ukrajiny do prostoru hlavního úderu do Běloruska a poté zaútočí Rudá armáda i na Ukrajině. 20. resp. 22. června začala Operace Bagration, která Němce dokonale zaskočila. Rychlý sovětský postup, obklíčení německých vojsk a osvobození Minska počátkem července Němce donutilo přesunout část svých jednotek z jihu do míst sovětského útoku, tedy přesně, jak to Stavka předpokládala. A tak 13. července byla zahájena vojsky 1. ukrajinského frontu ofenzíva zvaná jako Lvovsko-sandoměřská operace.

## Útok Rudé armády
Sověti měli sice v lidech jen mírnou převahu, ovšem v počtu tanků, děl a letadel Němce značně převyšovali. Již první den pronikla Rudá armáda 20 km hluboko do německé obrany a postupovala dále, přičemž ohrožovala německé pancéřové divize, kterým hrozilo zničení. Došlo k několika protiútokům, ovšem tlak sovětských tanků se nedal zastavit. 18. července obklíčily sovětské jednotky město Brody, kde zůstalo uvězněno 45 tisíc Němců. Ti se sice pokoušeli o průlom, ale bezvýsledně. 22. července byly obklíčené německé jednotky rozděleny na dvě skupiny a likvidovány, přičemž jen málo vojákům se podařilo uniknout z obklíčení. 27. července osvobodila Rudá armáda za pomoci partyzánů z polské Zemské armády město Lvov a připravovala se k útoku ve směru na Sandoměř, který začal o dva dny později.
Na přelomu července a srpna probíhaly sovětské útoky směrem k řece Visle. Německá vojska podnikala protiútoky, které sice způsobily Rudé armádě ztráty, ovšem dobytí Sandoměře a překročení řeky Visly nezabránily. Válečné operace byly ukončeny 29. srpna, kdy sovětská vojska byla již značně vyčerpána a přešla do obrany. Téhož dne byly ukončeny boje i v rámci celé Operace Bagration.

## Účast nové techniky
Lvovsko-sandoměřská operace je známá jako bitva, při které byly snad poprvé ve větší míře použity německé tanky Tiger II, které se střetly s novými sovětskými tanky IS-2. Němci při ní přišli o 12 těchto nových moderních strojů.